# 棘眼額角三鰭䲁
棘眼額角三鰭䲁（學名：Ceratobregma acanthops），為輻鰭魚綱䲁形目三鰭䲁科額角三鰭䲁屬的一個種，分布於西南太平洋澳洲東北部海域，深度1至28公尺，體長可達3.9公分，棲息在礁石區，雌魚產附著性卵在藻類築的巢，雄魚會守護卵，幼魚為浮游性，生活習性不明。